# Jakob de Wolf
Jakob de Wolf (Biggekerke, 2 april 1923 – 22 april 1972) was een Nederlands politicus van de SGP.
Hij heeft in Middelburg de hbs gedaan en begon midden 1941 zijn ambtelijke loopbaan als  volontair bij de gemeente  Meliskerke. Bijna drie jaar later kwam hij daar in vaste dienst en vanaf september 1946 was hij de gemeente-ontvanger van Meliskerke. Een jaar later maakte hij de overstap naar de provinciale griffie van Zeeland waar hij bij het bureau financiën als adjunct-commies begon. Bij die provinciale griffie zou hij het brengen tot  referendaris. Daarnaast was hij gemeenteraadslid nadat hij bij de gemeenteraadsverkiezingen in juni 1966 in Middelburg voor de SGP verkozen werd. In november 1966 werd De Wolf benoemd tot burgemeester van Mariekerke; een gemeente die enkele maanden daarvoor ontstaan was bij een fusie waarin ook Meliskerke was opgegaan. Tijdens dat burgemeesterschap overleed hij in 1972 op 49-jarige leeftijd.